# Tomești (okręg Harghita)
Tomești (węg. Csíkszenttamás) – wieś w Rumunii, w okręgu Harghita, w gminie Tomești. W 2011 roku liczyła 2563 mieszkańców.